# 8e régiment de chevau-légers lanciers
Das 8e régiment de chevau-légers lanciers, kurz auch nur: 8e régiment de chevau-légers oder 8e régiment de lanciers (dt.: 8. Leichtes Lanzenreiter-Regiment), war 1811 im Ersten Kaiserreich als Regiment leichter Kavallerie aufgestellt worden. Es wurde nach der ersten Restauration entlassen, die Mannschaft nach Hause geschickt.

## Vorgeschichte und Chronologie
Am 5. April 1807 wurde auf Befehl von Napoleon I. aus kleineren polnischen Truppenteilen in Italien eine „Légion polonaise“ (Polnische Legion) aufgestellt. Diese Einheit wurde zu Beginn des Jahres 1808 in „Légion polacco-italienne“ (Polnisch-italienische Legion) umbenannt. Ende März 1808 wurde sie als Légion de la Vistule (Weichsellegion) in die französische Armee übernommen.
Die Truppe bestand aus drei Infanterie- und zunächst einem Kavallerieregiment – dem Régiment lanciers de la Vistule, das aber erst am 4. Mai 1808 aufgestellt wurde.
Am 27. Mai 1811 wurde ein zweites Lanciers-Regiment aufgestellt. Allerdings wurden die beiden Regimenter im Juni in das 7e régiment de chevau-légers lanciers und das „8e régiment de chevau-légers lanciers“ umgebildet und in die französische Kavallerie eingegliedert. Es bestand je aus einem Regimentsstab, vier Escadrons zu je zwei Kompanien und einer Depotkompanie. Erster und einziger Regimentskommandant wurde Colonel Andrzej Tomasz Łubieński. Der Sold war gleich dem der Chasseurs à cheval, die in der vormaligen „Légion polacco-italienne“ getragene Uniform wurde beibehalten.
- 18. Juli 1811: Per kaiserlichem Dekret erfolgte mit diesem Datum die Aufstellung von neun Regimentern Chevau-légers. Für die ersten sechs wurden Dragonerregimenter umgewandelt, das 7. und das 8. entstanden aus den beiden Ulanenregimentern der Légion de la Vistule, und das 9. wurde aus dem 30e chasseurs à cheval (30. Regiment Jäger zu Pferde) gebildet. Somit wurde das Regiment bereits nach nur zwei Monaten wieder umbenannt.
- 1813: Nach der Völkerschlacht bei Leipzig wurden die Überreste des hier nahezu vollständig vernichteten „8e régiment de chevau-légers lanciers“ am 19. Januar 1814 in das „7e régiment de chevau-légers lanciers“ eingegliedert.
- 12. Mai 1814: Mit der ersten Abdikation von Napoleon und der Rückkehr des Königs wurde die Einheit wie alle ausländischen Regimenter endgültig entlassen. Es erfolgte auch während der Herrschaft der Hundert Tage keine Wiederaufstellung mehr, da die polnische Mannschaft inzwischen in ihre Heimat zurückgekehrt war.

## Uniform
Zur Unterscheidung der einzelnen Regimenter wurden verschiedene Abzeichenfarben benutzt. Das 7. Regiment führte Goldgelb als Abzeichenfarbe.
Das Regiment trug statt dem Helm „à la Minerve“ eine in Frankreich so genannte Tschapka als nationalpolnische Eigenheit, an deren Frontseite sich ein kupferner Schild mit einem geprägten „N“ mit Krone befand. Die Tschapka war komplett in Schwarz gehalten. Zum Halt dienten goldfarbene Schuppenketten. Auf der linken Seite befand sich am oberen Rand als Abzeichen ein silbernes Malteserkreuz in einer ringförmigen Einfassung. Die Tschapka war an der Spitze mit einem roten Pompon ausgestattet und konnte auf dem Marsch mit einer schwarzen Wachstuchhülle bedeckt werden.
Die Kurtka war dunkelblau mit weißen Knöpfen, Taschenpatten „à la Soubise“ und gelber Rabatte. Der Stehkragen war ebenfalls gelb. Dazu wurden weiße Epauletten mit weißen Fransen getragen. Die Schulterschnüre (Aiguillettes) und die Epauletten waren weiß. Die Dienstgrade wurden durch silberne Winkel angezeigt. Der Rock war mit einem Plastron in der Abzeichenfarbe ausgestattet, ebenso in dieser Farbe waren die Ärmelaufschläge nach polnischer Art, die Umrandung der Epauletten und der Taschenpatten gehalten. Die Schoßaufschläge zeigten ebenfalls die Waffenfarbe, auf ihnen war ein grüner, napoleonischer Adler aufgelegt. Die Elitekompanien trugen rote Epauletten.
Als Hose zum normalen Dienst und zur Parade wurde eine dunkelblaue Stiefelhose nach ungarischem Schnitt getragen, die über den Seitennähten mit goldfarbenen Lampassen verziert war. Zur Felduniform wurde eine seitlich zu knöpfende Überhose mit Lederbesatz angelegt, die über die Stiefel bis zum Fuß reichte. Die Knopflochreihe befand sich auf einer Lampasse in der Abzeichenfarbe.
Die Stiefel aus schwarzem Leder entsprachen in Form und Schnitt den Husarenstiefeln. Sie waren mit einer Bordüre um den oberen Rand und einer Quaste verziert. (Beides fiel 1812 weg.) Der Leibgurt war mit einer Leibbinde überdeckt. Das Säbelgehänge bestand aus naturfarbenem Leder.
Über der linken Schulter wurde ein Bandelier aus weißem Leder mit einer weißen Kartusche getragen. Darüber lag ein ebenfalls weißer Ledergurt mit einem Haken, an dem der Karabiner eingehängt wurde. In der Kartusche konnten 18 Patronen aufbewahrt werden. Auf dem Deckel der Kartusche befand sich ein gekröntes „N“ aus Messing, die Elitekompanie führte stattdessen eine Granate.
Über dem Sattel war ein weißes (bei Trompetern schwarzes) Schaffell gelegt, das an den Rändern zickzackförmig mit einer Bordüre in der Abzeichenfarbe gesäumt war. Der Mantelsack hinter dem Sattel war ringförmig mit einer weißen Borte verziert und mit der Regimentsnummer versehen. Die Satteldecke der Offiziere war mit einer silbernen Bordüre eingefasst und mit einem goldfarbenen Vorstoß gesäumt.

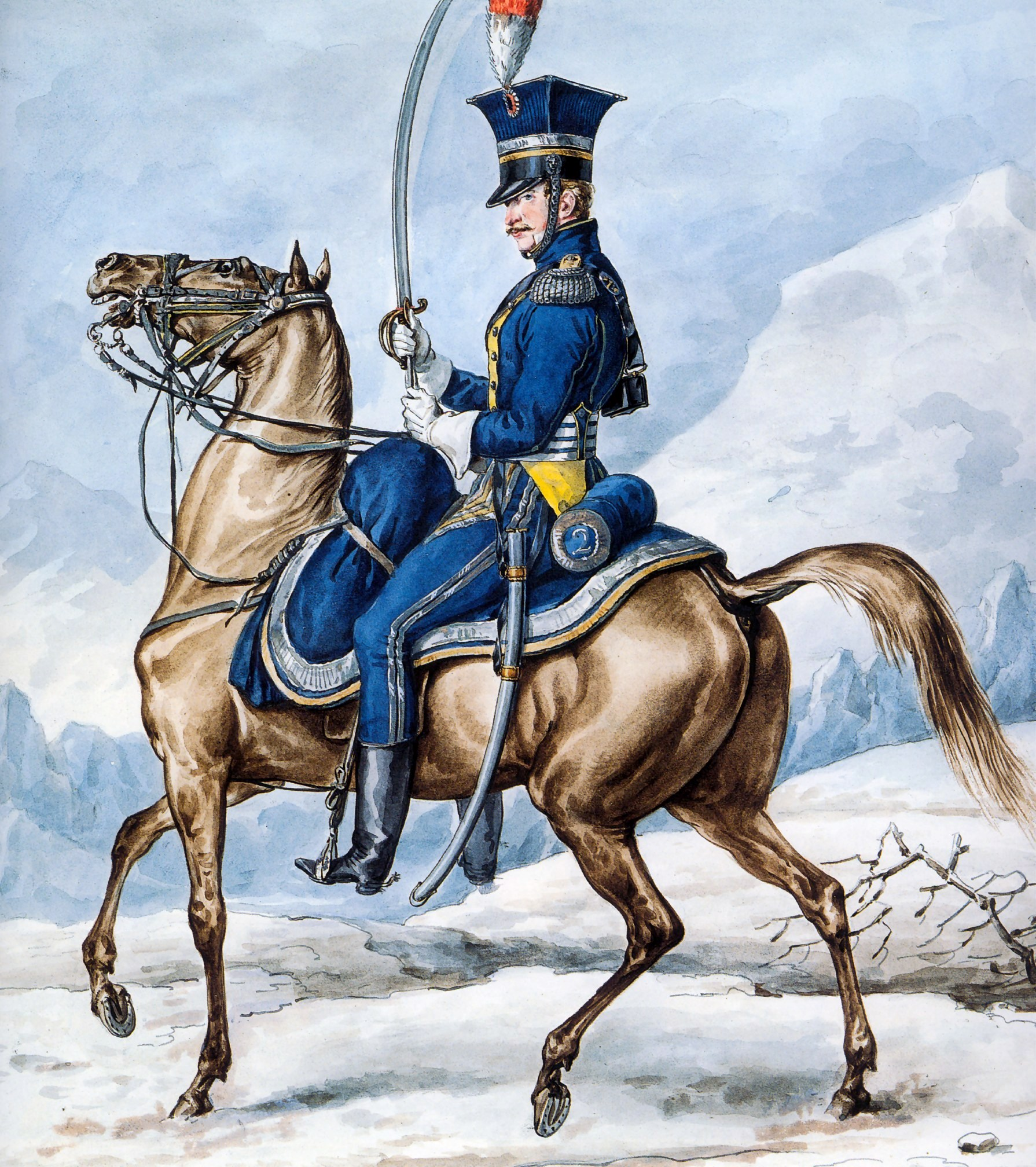
Offizier des Regiments. Der Mantelsack weist noch die in der „Legion de la Vistule“ geführte Nummer 2 auf.

### Offiziere
Offiziersuniformen fielen durch reichhaltige Tressenverzierung auf. Bandelier, Leibgurt Satteldecke und Mantelsack waren mit Goldlitzen verziert. Der Offizierswaffenrock erschien auch ohne Plastron. Offiziere führten auf der linken Seite der Tschapka einen weißen oder rot-weißen Stutz aus Reiherfedern.
Für den kleinen Dienst gab es die:
- Stadtuniform (tenue de ville) mit:

dem etatmäßigen Rock mit Plastron, weißer Kniebundhose, weißen oder schwarzen Strümpfen, schwarzen Schnallenschuhen und einem schwarzen Zweispitz.
- Gesellschaftsuniform (tenue de société) mit:

dem etatmäßigen Rock ohne Plastron, weißer Kniebundhose, weißen Strümpfen, schwarzen Schnallenschuhen und einem schwarzen Zweispitz.

### Trompeter
Über die Uniform der Trompeter ist nichts bekannt.

## Bewaffnung
Die Chevau-légers waren mit der 2,76 Meter langen und 1,96 Kilogramm schweren Lanze, dem Säbel der leichten Kavallerie, einem Karabiner und einer Pistole bewaffnet. (So mit einer sperrigen Last überladen, war es den Reitern ein Anliegen, Lanze oder Karabiner alsbald zu „verlieren“, um sich so mehr Bewegungsfreiheit zu schaffen.)

## Regimentskommandanten
- 1811 bis 1814: Andrzej Tomasz Łubieński

### Offiziersverluste 1811 bis 1815
- Gefallen: 2
- An ihren Verwundungen verstorben: 2
- Verwundet: 33

## Einsatzgeschichte
Das 8e régiment de chevau-légers lanciers zog 1812 mit in den Russlandfeldzug, wo es zum Observationskorps an der Elbe und zum 2. Reserve-Kavalleriekorps gehörte. Es kämpfte in der Ersten Schlacht bei Polotsk, in der Zweiten Schlacht bei Polozk und in der Schlacht an der Beresina.
Während des Feldzuges in Deutschland war das Regiment dem 2. Kavalleriekorps unterstellt und kämpfte mit der 1. Kavalleriedivision in der Schlacht bei Lützen, der Schlacht bei Bautzen, der Schlacht bei Dresden und in der Völkerschlacht bei Leipzig, in der es vernichtet wurde. Danach wurde es in Sedan mit den Resten anderer Einheiten wieder aufgestellt und im Januar 1814 in das „7e régiment de chevau-légers lanciers“ eingegliedert.

## Standarten
Ob das Regiment mit einer Standarte ausgestattet wurde, ist nicht bekannt.